# Grand confort-rijtuig
De Grand confort-rijtuigen zijn een serie Franse rijtuigen voor langeafstandstreinen. Ten behoeve van de binnenlandse TEE-treinen in Frankrijk moest het wagenpark begin jaren 70 van de twintigste eeuw worden uitgebreid. Hierbij werd niet gekozen voor het bijbouwen van Mistral 69-rijtuigen maar voor een goedkopere stalen bovenbouw. Net als de, in dezelfde periode ontwikkelde, Britse Advanced Passenger Train en de Zwitserse Swiss Express werd bij de Grand confort-rijtuigen de inbouw van een kantelbakinrichting voorzien. De rijtuigen hebben hierom schuine zijwanden gekregen, al hebben de Franse spoorwegen het systeem nooit daadwerkelijk ingebouwd. De inrichting van de rijtuigen was praktisch identiek aan die van de Mistral 69-rijtuigen. De rijtuigen kregen een grijs-rode kleurstelling met oranje biezen en pasten daarom precies bij de locomotieven van de serie CC 6500. De rijtuigen zijn in vijf varianten geleverd:

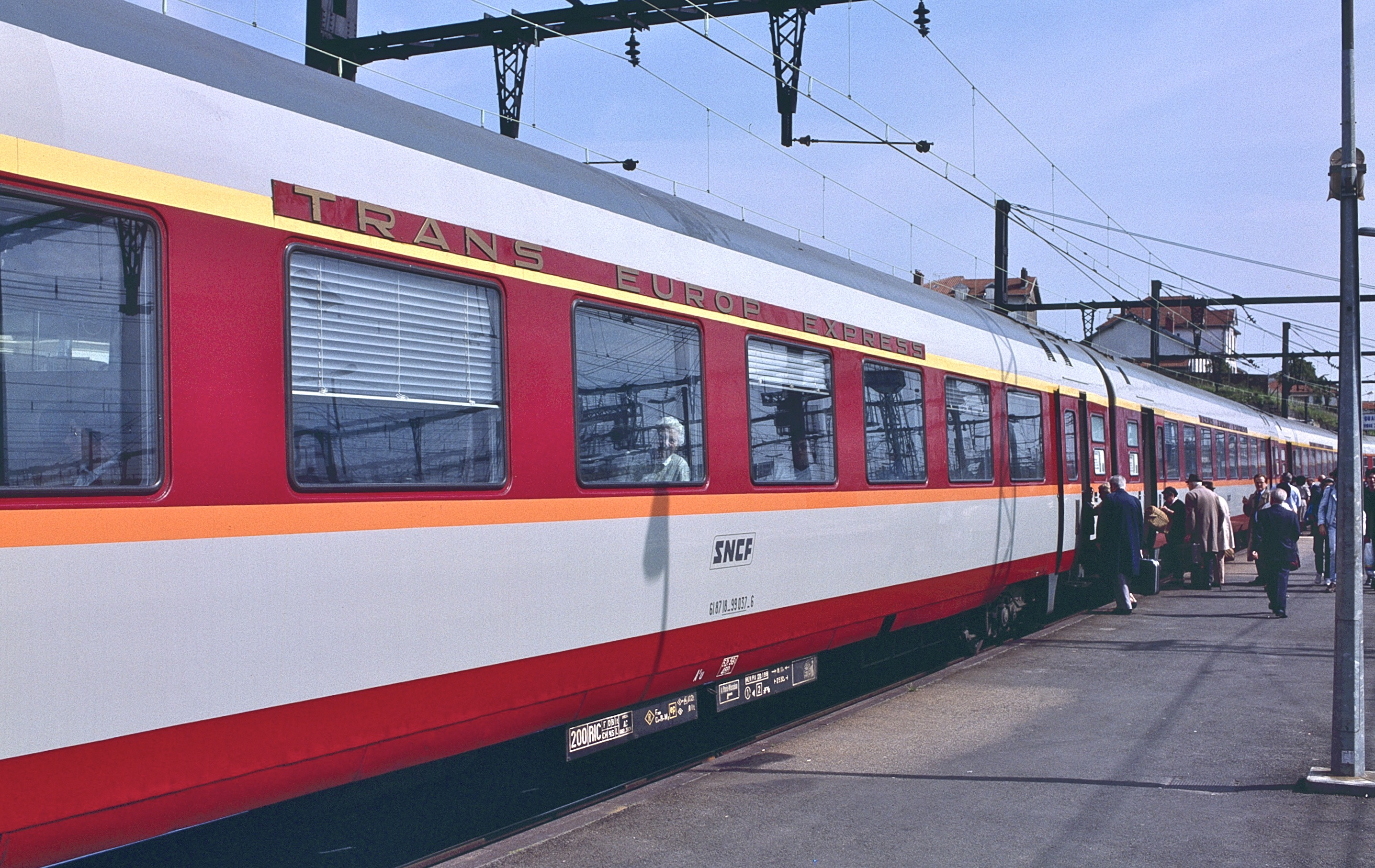
Grand confort rijtuigen in de Capitole, Limoges (1988)

- A4Dtux-generator/bagagerijtuig met salonafdeling.
- A8u-coupérijtuig
- A8tu-salonrijtuig
- A3ru-barrijtuig
- Vru-restauratierijtuig

De eerste rijtuigen werden vanaf 27 september 1970 ingezet in de uitgebreide dienst van Le Capitole, die op die datum ook tot TEE werd opgewaardeerd. De oorspronkelijke rode Capitolerijtuigen werden, naarmate meer Grand confort-rijtuigen werden afgeleverd, allemaal vervangen. Vervolgens werden ook de nieuwe binnenlandse TEE's voorzien van Grand confort-rijtuigen;
- 23 mei 1971 TEE Aquitaine  Paris Austerlitz - Bordeaux
- 23 mei 1971 TEE Kléber  Paris Est - Strasbourg
- 21 sep 1971 TEE Stanislas  Paris Est - Nancy
- 26 sep 1971 TEE L'Étendard Paris Austerlitz - Bordeaux

In 1982 volgde nog de TEE Jules Verne, Paris Montparnasse - Nantes, als vervanging van de Mistral 69-rijtuigen. Na afloop van de TEE-dienst werd een deel van de rijtuigen omgebouwd tot tweedeklasrijtuig. De tweedeklasrijtuigen zijn aan de buitenzijde te herkennen aan een groene, in plaats van een oranje, bies boven de ramen. Uiteindelijk zijn de treinen met Grand confort-rijtuigen vervangen door de TGV.